# إنسار
إنسار (بالروسية: Инсар) هي إحدى مدن روسيا في الكيان الفدرالي الروسي موردوفيا.

## أعلام
- سيرجي باكولين